# ماركوس باير
ماركوس باير (بالألمانية: Markus Beyer)‏ (مواليد 28 أبريل 1971) هو ملاكم ألماني، مثّل بلاده في الألعاب الأولمبية الصيفية في دورتي 1992 و1996.

## روابط خارجية
- ماركوس باير على موقع IMDb (الإنجليزية)

ماركوس باير على موقع بوكس ريك (الإنجليزية) (registration required)
- ماركوس باير على موقع اللجنة الأولمبية الدولية (الإنجليزية)
- ماركوس باير على موقع أوليمبيديا (الإنجليزية)